# Joakim Lindner
Joakim Magnus Bertil Lindner, född 22 mars 1991, är en svensk fotbollsspelare som spelar för Varbergs BoIS. Han är son till kappseglaren Magnus Olsson.

## Karriär
Lindners moderklubb är IF Brommapojkarna, där han började spela som femåring. Han var utlånad till Gröndals IK under 2010. Han debuterade för Brommapojkarna i Superettan den 1 maj 2011 i en 2–1 bortaförlust mot IFK Värnamo. Han gjorde sitt första mål för klubben i samma match när han i 8:e matchminuten gav klubben ledningen i matchen. Lindner valde efter säsongen 2013 lämna Brommapojkarna. I januari 2014 anslöt Lindner till Östers IF på ett ettårskontrakt.
I januari 2015 värvades Lindner av Varbergs BoIS. I december 2018 förlängde han sitt kontrakt med ett år och tog samtidigt ett jobb som sponsorförsäljare för klubben. I september 2019 förlängde Lindner sitt kontrakt med två år. I augusti 2021 förlängde han ånyo sitt kontrakt med Varberg med två år. I oktober 2023 förlängde Lindner sitt kontrakt i klubben med tre år.